# اثنا عشري كربونيل ثلاثي الروثينيوم
اثنا عشريّ كربونيل ثلاثي الروثينيوم عبارة عن مركب كيميائي له الصيغة Ru3(CO)12، وهو عبارة عن معقد كربونيل تجميعي مكون من اثنتا عشر مجموعة كربونيل تحيط بثلاث ذرات من الروثينيوم مرتبطة مع بعضها البعض. يشكل المعقد طليعة للعديد من مركبات الروثينيوم العضوية.

## البنية
لمركب اثنا عشري كربونيل ثلاثي الروثينيوم مجموعة تناظر D3h بحيث تؤلف بينة تعتمد على وجود ثلاث ذرات روثينيوم تشكّل مثلث متساوي الأضلاع، يرتبط بكل منها أربع روابط من الكربونيل، اثنتان منها استوائية (تقع في مستوي المثلث) والأخرى تان محورية (عمودية على مستوى المثلث). تلاحظ البينة نفسها في مركب اثنا عشري كربونيل ثلاثي الأوزميوم Os3(CO)12 في حين أن مركب اثنا عشري كربونيل ثلاثي الحديد Fe3(CO)12 له بنية مختلفة بوجود ربيطتي CO جسريتين تجعلان من التناظر تابعا للمجموعة C2v.

## التحضير
يحضر مركب اثنا عشري كربونيل ثلاثي الروثينيوم من معالجة محلول من كلوريد الروثينيوم الثلاثي مع أحادي أكسيد الكربون تحت ضغط مرتفع. إحدى الاقتراحات لمعادلة التفاعل هي كالتالي:
6 RuCl3 + 33 CO + 18 CH3OH → 2 Ru3(CO)12 + 9 CO(OCH3)2 + 18 HCl
مع العلم أن تطبيق الضغوط المرتفعة من غاز CO يحول المعقد إلى الشكل خماسي الكربونيل Ru(CO)5 والذي يعود إلى الشكل الأصلي عند إزالة الضغط.
Ru3(CO)12 + 3 CO {\displaystyle {\overrightarrow {\leftarrow }}} 3 Ru(CO)5
على خلاف الشكل الثابت من خماسي كربونيل الحديد Fe(CO)5 فإن المركب Ru(CO)5 غير ثابت. يخضع هذا المركب غير الثابت إلى عملية نزع كربونيل، وهي مرحلة محددة لسرعة التفاعل، ليتحول إلى الشكل غير الثابت أيضاً من رباعي الكربونيل Ru(CO)4، والذي يرتبط بدروه مع الشكل الحماسي ليعطي الشكل المستقر من Ru3(CO)12 نتيجة التكاثف.

## التفاعلات
بالتسخين في جو من الهيدروجين يتحول Ru3(CO)12 إلى H4Ru4(CO)12. رباعي السطوح.
يقوم Ru3(CO)12 بتفاعل استبدال مع قواعد لويس:
Ru3(CO)12 + n L → Ru3(CO)12-nLn + n CO
حيث تكون قيمة n إما 1 أو 2 أو 3 ، في حين أن L تشير إلى فسفين ثالثي أو إيزوسيانيد.
عند درجات حرارة مرتفعة فإن Ru3(CO)12 يتحول إلى مجموعة من التجمعات العنقودية clusters الحاوية على ربيطات من الكربيدات. تتضمن هذه التجمعات مركبات مثل Ru6C(CO)17 و Ru5C(CO)15 وهي مركبات معتدلة، في حين أن مركبات حاملة على الشحنة السالبة (أنيونات) يمكن أن تتشكل مثل −2 [Ru5C(CO)14] و−2 [Ru10C2(CO)24] الذي له بنية جزيئية ثمانية السطوح.